# Bokser (film 1997)
Bokser (ang. The Boxer) – irlandzko-amerykański dramat obyczajowy z 1997 roku w reżyserii Jima Sheridana. Zdjęcia kręcono w Dublinie.

## Opis fabuły
Danny Flynn jest żołnierzem IRA. Trafia do więzienia, po 14 latach opuszcza je i postanawia zmienić swoje życie. Przez swoją działalność stracił kobietę, która wyszła za innego. Postanawia założyć szkołę bokserską, do której mogliby chodzić protestanci i katolicy. Jednak nie wszystkim się to spodobało.

## Obsada
- Daniel Day-Lewis jako Danny Flynn
- Emily Watson jako Maggie
- Ken Stott jako Ike Weir
- Gerard McSorley jako Harry
- Kenneth Cranham jako Matt MaGuire
- Brian Cox jako Joe Hamill